# پینان، زامبوانگا شمالی
پینان، زامبوانگا شمالی (به لاتین: Piñan, Zamboanga del Norte) یک منطقهٔ مسکونی در فیلیپین است که در زامبوانگا شمالی واقع شده‌است. پینان ۹۳٫۷۵ کیلومترمربع مساحت دارد.